# Gysinge
Gysinge is een plaats in de gemeente Sandviken in het landschap Gästrikland en de provincie Gävleborgs län in Zweden. Gysinge is statistisch opgedeeld in twee småort: Gysinge (noordelijk deel) (Zweeds: Gysinge (norra delen)) en Gysinge (zuidelijk deel) (Zweeds: Gysinge (södra delen)). Gysinge (noordelijk deel) heeft 123 inwoners (2005) en een oppervlakte van 62 hectare. Gysinge (zuidelijk deel) heeft 51 inwoners (2005) en een oppervlakte van 51 hectare.

## Verkeer en vervoer
Bij de plaats lopen de Riksväg 56 en Länsväg 272.